# Pokémon Home
Pokémon Home (estilizado como Pokémon HOME) é um aplicativo móvel gratuito para celular e Nintendo Switch, desenvolvido pela ILCA e publicado pela The Pokémon Company, parte da série Pokémon, lançada em fevereiro de 2020. Seu principal uso é fornecer armazenamento baseado em nuvem para Pokémon. Outros usos envolvem o Global Trading System' (GTS) que foi excluído dos jogos após o lançamento de Pokémon Ultra Sun e Ultra Moon, e a capacidade de transferir Pokémon do sistema de armazenamento anterior, o Pokémon Bank do Nintendo 3DS, bem como Pokémon Go.

## Sinopse
Pokémon Home tem duas versões diferentes; a versão Nintendo Switch e a versão móvel via Nintendo Account. Ambas as versões estão vinculadas por meio da conta Nintendo e existe um pago Plano Básico gratuito e um Plano Premium. Todos os usuários de ambas as versões também podem acessar um Pokédex Nacional que é atualizado conforme os Pokémon são depositados na Página inicial. Se um usuário completar este Pokédex, ele receberá uma Pokébola Magearna especial como recompensa. O Plano Premium permite aos usuários transferir Pokémon do Pokémon Bank para as caixas em Home usando ambas as versões, embora seja uma transferência unilateral, e também visualizar os 'Individual Values' de um Pokémon. Os usuários de ambas as versões podem transferir Pokémon uni-direcionalmente do Pokémon Go para o Pokémon Home sem precisar de um Plano Premium.

### Exclusivo para Nintendo Switch
Com o Plano Básico, os usuários podem acessar a Caixa Básica, onde podem colocar até 30 Pokémon. Eles podem usar esta caixa para depositar Pokémon de Pokémon: Let's Go, Pikachu! e Let's Go, Eevee! bem como Pokémon Sword e Shield. No entanto, os usuários não podem mover Pokémon de Sword e Shield para os jogos Let's Go, e os usuários não podem depositar Pokémon de volta nos jogos Let's Go se eles já tiverem sido movidos para Sword e Shield. Os usuários podem mover Pokémon livremente em Regional de Sword e Shield, Pokédexes de Isle of Armor ou Crown Tundra entre Pokémon Home e Pokémon Sword e Shield. Ao depositar Pokémon HOME, os usuários ganham pontos domésticos. Os usuários podem transferir esses pontos para a espada e o escudo para obter pontos de batalha, com cada 30 home points representando 1 ponto de batalha.
Com um Plano Premium, os usuários podem acessar todas as 200 caixas disponíveis, com capacidade para armazenar até 6.000 Pokémon.

### Exclusivo para aplicativos móveis
Os usuários do aplicativo móvel Pokémon Home podem visualizar os Pokémon depositados na versão Nintendo Switch, mas não podem mover esses Pokémon para dentro ou para fora do Pokémon Home.
Com a versão móvel, os usuários podem trocar Pokémon com outros usando vários recursos diferentes. A Wonder Box permite aos usuários colocar Pokémon para troca e receber um Pokémon de outro usuário aleatório em troca. Até três Pokémon podem estar na Wonder Box ao mesmo tempo com o Plano Básico. Os usuários também podem acessar o Global Trading System, onde outros usuários colocam Pokémon para troca em troca de outro Pokémon. Um Pokémon pode ser colocado para troca no GTS com o Plano Básico, com os usuários capazes de especificar o nível e o tipo de Pokémon que desejam em troca. Os usuários também podem pesquisar o GTS, usando especificações como nível, tipo, se eles têm o Pokémon que o ofertante deseja e se o ofertante deseja um Pokémon Lendário/Mítico. Os usuários podem inserir outro usuário de 'Room Trade' com três a vinte participantes, onde um usuário seleciona um Pokémon para trocar e ele é trocado para outra pessoa aleatória na sala. Finalmente, os usuários podem se envolver em 'Friend Trades' com usuários registrados como amigos por meio de um código de amigos, agindo de forma semelhante a Link Trades em Pokémon Sword e Shield.
Os usuários da versão móvel do Pokémon Home também podem receber Mystery Gifts, distribuídos por vários motivos, junto com a capacidade de verificar os dados de batalha de Sword e Shield e verificar as notícias do Pokémon.
O Plano Premium permite aos usuários colocar até dez Pokémon na Wonder Box, três Pokémon no GTS e criar Trade Rooms.